# HR 857
HR 857은 뱀주인자리에 있는 별로 단독성이자 분광형 K1V의 오렌지색 왜성이다. 이 별은 지구에서 약 34광년 떨어진 곳에 있다. 적위는 -12도 46분 11초, 적경은 02시 52분 32.1초이다. 겉보기 등급은 6.04로, 기상 환경이 가장 좋을 경우 맨눈으로 볼 수 있는 가장 어두운 수준이다.

## 같이 보기
- 가까운 밝은 별 목록
- 뱀주인자리